# Stade Sultan-Bilimkhanov
 (mars 2025).
Si vous disposez d'ouvrages ou d'articles de référence ou si vous connaissez des sites web de qualité traitant du thème abordé ici, merci de compléter l'article en donnant les références utiles à sa vérifiabilité et en les liant à la section « Notes et références ».
Le stade Sultan-Bilimkhanov (en russe : Стадион имени Султана Билимханова) est un stade situé à Grozny, en Tchétchénie. 
Il était occupé par le Terek Grozny.